# Kōstas Papadīmas
Kōnstantinos Papadīmas, detto Kōstas (in greco Κωνσταντίνος "Κώστας" Παπαδήμας?; Atene, 1932 – 22 maggio 2021), è stato un cestista greco.

## Carriera
Con il Panellinios ha vinto il campionato greco nel 1953, nel 1955 e nel 1957.
Con la Grecia ha collezionato 17 presenze e 104 punti tra il 1951 e il 1955. Ha disputato le Olimpiadi del 1952 (19º posto) e ha vinto il bronzo ai Giochi del Mediterraneo del 1955.

## Palmarès
- Campionato greco: 3

Panellīnios: 1952-53, 1954-55, 1956-57